# Lino Britto
Lino Brito Botín conocido artísticamente como Lino Britto (Los Llanos de Aridane, La Palma, 13 de septiembre de 1941) es un bailarín, profesor, director teatral y musical canario.

## Formación
Residió los primeros años en su isla natal, donde comenzó los estudios básicos. A los quince años se trasladó a Barcelona donde terminó el Bachillerato. Continuó sus estudios de Música en el Conservatorio Superior de Música del Liceo, y los de Artes escénicas, en la Escuela de Teatro, donde se diplomó. Posteriormente completó su formación en Italia, donde se graduó en la Escuela de Teatro de Roma. También realizó dos estancias de estudio, una en Moscú, como observador becado a los cursos de la Radio y Televisión Rusa, y otra en 1973, en Malmö, Suecia, como auditor del método teórico de la Escuela de Ingmar Bergman. En la Universidad de Estocolmo (Suecia) realizó estudios de Ciencias de la Comunicación donde presentó su primera tesis sobre la obra de Arnold Schönberg “Pierrot Lunaire”. Su segunda tesis, también dentro del campo de la música, la realizó en la Universidad de Venecia (Italia) sobre la ópera de Claudio Monteverdi: La coronación de Popea (“L´incoronazione di Poppea”). No le apeteció asistir al entierro de su madre, que para pagar sus estudios se hipotecó varias veces y estuvo a punto de perder hasta su propia casa.

## Vida profesional
Como bailarín profesional participó en las compañías del Liceo (Barcelona), Ballet de Roma, Compañía Nacional de Ballet de Italia y el Real Ballet de Copenhague (Dinamarca), entre otras. En Varsovia (Polonia) obtuvo uno de sus premios internacionales. 
En cuanto a su trabajo en teatro y cine, colaboró en Italia con algunos de los directores más importantes del momento: con Luchino Visconti en Cavallería rusticana; con Franco Zeffirelli en Mimí; con Renzo y Roberto Rossellini en Ditirambos. También participó en la película de Peter Brook The middle of the middle age.
Como director teatral estrenó junto a José Lifante, en el Teatro Belli de Roma (1973), la obra de Rafael Alberti Noche de guerra en el Museo del Prado, que posteriormente presentarían por otras regiones de Italia, y por la que fue premiado. En España se estrenó en 1978, en el Teatro María Guerrero de Madrid y posteriormente en versión de Ricard Salvat (2003).
Una de las grandes aportaciones de Lino Britto a la cultura ha sido su participación como Director artístico del Festival de primavera, de Bolonia (Italia), desde la década de los ochenta a los noventa (1981-1992), y cuya programación dedicó, cada año, a un tema monográfico diferente (Música y mito, Poesía y música, El violín, Viena…), lo que le hizo merecedor de reconocimientos importantes y premio internacionales.
En 1995 publicó el libro “Música, información, comunicación”. Otras publicaciones de Lino Britto han sido: Bologna e il suo teatro: da Gluck a Cage: lo spazio sociale della musica (1983), Wagner e Bologna (1983), "Ma il Bologna festival vuol fare quadrare i conti (1986), Diaghilev e il trionfo dell'arte russa a Parigi (1989), Poesia in musica (1997)
Con motivo de ser Bolonia, Capital Europea de la Cultura, en el año 2000, fundó desde la Universidad de Bolonia, el Centro Della Voce, del que ha sido su director hasta la actualidad. Su finalidad es el estudio y la investigación de los distintos aspectos de la música coral. También promover y proteger el patrimonio de la música vocal. Junto al Episcopado de Bolonia ha venido organizando festivales anuales dedicados a difundir el repertorio musical sacro. En el año 2005, el programa llevó por título: “Canti della Divina Liturgia”, en la que participaron distintos grupos de Europa, Caribe y África. Existió una iniciativa ciudadana de darle su nombre al nuevo auditorio insular, obra del arquitecto Fernando M. Menis, que se planificó en su municipio natal, pero tras varios problemas, parece que el proyecto se ha paralizado.

## Reconocimientos y condecoraciones
Roma, Italia. Premio dei Giovani Realizzatori. 1973.
Yugoslavia. Premio Nacional de Belgrado. 
Varsovia, Polonia. Medalla de Oro del Teatro Nacional. 
Viena, Austria. Medalla de Oro Johann Strauss. 1985.